# Pentium III

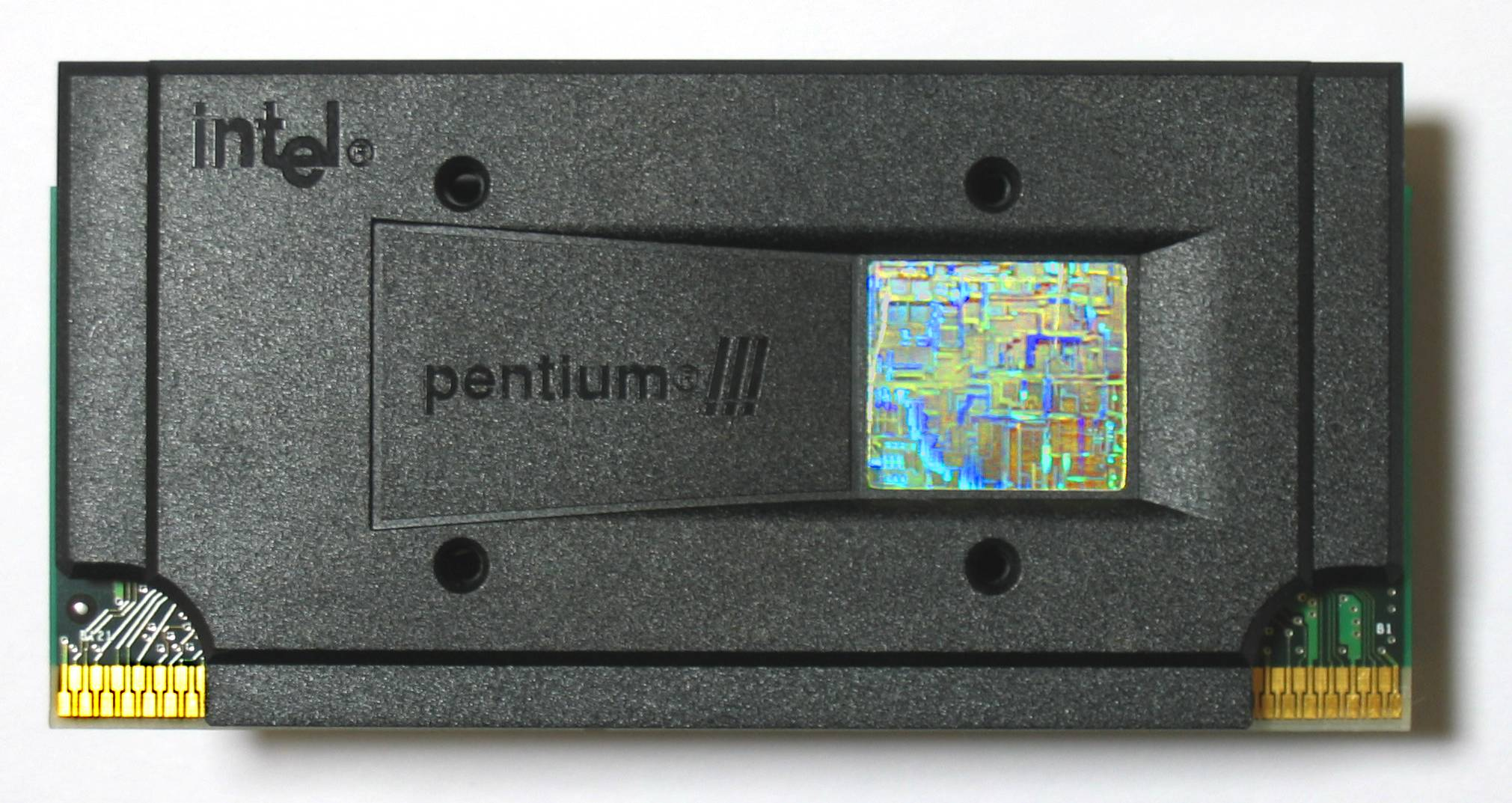
Tidig Pentium III-processor (Katmai) för Slot 1.

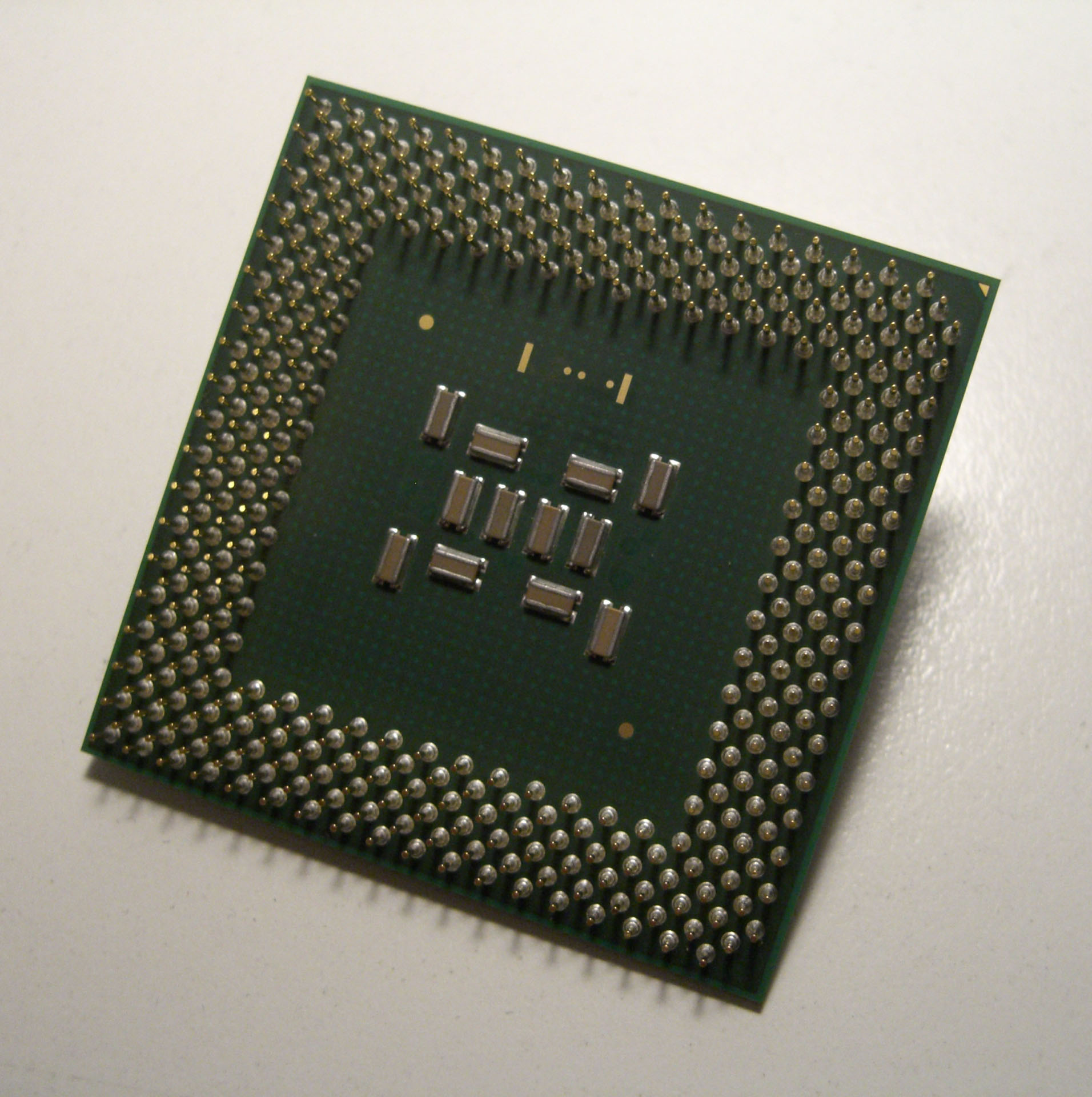
Nyare Pentium III-processor (Coppermine) för socket 370.

Pentium III är en mikroprocessor från Intel som hör till x86-familjen (mer exakt i686), introducerad den 26 februari  1999. De första versionerna var mycket lika de senaste modellerna av Pentium II, där den största skillnaden är introduktionen av ett kontroversiellt serienummer som var inbäddat i chipet under tillverkningsprocessen. Precis som med Pentium II fanns det en budgetvariant, Celeron, och en starkare version, Xeon. En förbättring på Pentium III-designen är Pentium M.

## Pentium III-kärnor

### Katmai

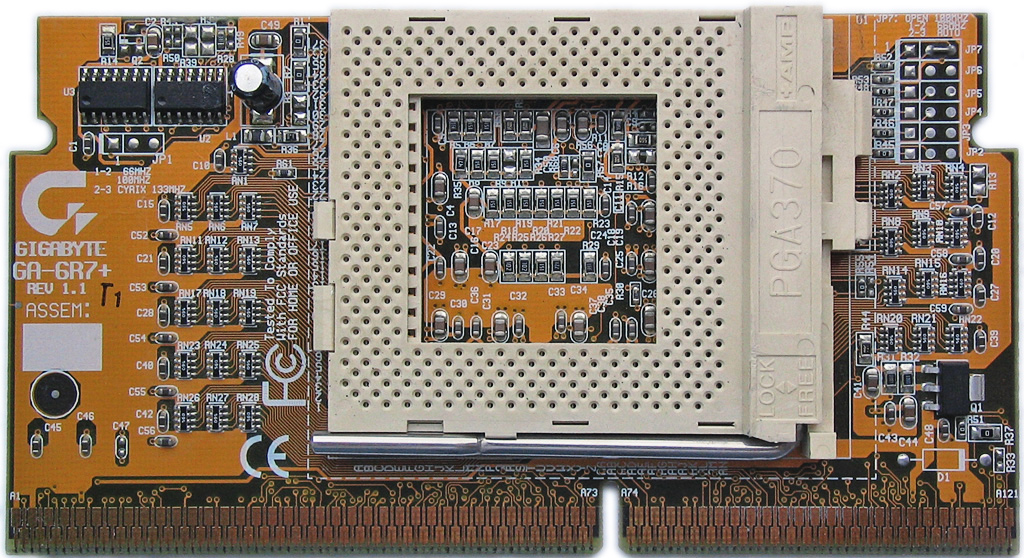
Slotadapter för att använda Coppermine-processorer på Slot1 moderkort.

Katmai var den första modellen som släpptes och gjord för Slot 1. Den hade betydande likheter med Pentium 2. (Den använde 0,25 µm teknik.) Det stod till och med Pentium 2 på processorn. Det som skilde var bara ett stöd för SSE och ökad L1-cache. Den 28 februari 1999 kom först som 450 och 500 MHz för priset av 823 respektive 899 dollar. Redan den 17 maj 1999 kom 550 MHz, och den 2 augusti 1999 kom 600 MHz-processorn.

### Coppermine
Den andra versionen av Pentium III, Coppermine, hade en integrerad 256-bit 256KiB L2-cache med lägre latens, som kallades för Advanced Transfer Cache. Coppermine var till skillnad från Katmai gjord för Socket 370(FCPGA), dock gjordes adaptrar så att dessa processorer passade på moderkort med Slot 1. Det finns även Coppermine i slot 1-utförande direkt från Intel - SL455 är ett exempel och har 133 MHz FSB.
Coppermine var byggd i 0,18 μm process. Pentium III Coppermine som körde i klockfrekvenserna 500, 533, 550, 600, 633, 650, 667, 700, och 733 MHz kom den 25 oktober 1999. 
I december 1999 släpptes 750 MHz processorn och 800 MHz processorn  ut och satte punkt för 1900-talet resp. 1990-talet. 
Den 21 maj 2000 kom även 850 och 866 MHz för priset av 765 dollar respektive 776 dollar.
HP introducerade Pentium III 850 MHz snabbt i sina HP Pavilion Datorer år 2000 och 2001.
Processorn som sitter i Microsoft Xbox påminner om Coppermine 733 MHz. Det är en Mobile Celeron 733 MHz (Coppermine-128) i Micro-PGA2-paket och lägre cache (128KiB istället för 256KiB ).
Coppermineprocessorn var väldigt överklockningsbar. 100 MHz-varianten var att föredra då dess multiplier var högre än 133 MHz-varianternas. Busshastigheter på 150 MHz var inga större problem att nå med mindre modifikation på kylningen. Det som oftast satte stopp för klockningen var inte processorn själv, utan problemet var oftast att ljudkort och annan kringutrustning inte klarade den höga busshastigheten.

### Coppermine-T
Coppermine-T använder 0,18 µm-teknik samma som coppermine. Alla Coppermine-T har alla Integrated Heat Spreader (IHS). Finns från 800 MHz till 1133 MHz (1.13 Ghz) och kom alla i Juni 2001.

### Tualatin
Tualatin var egentligen bara ett test på Intels nya 0,13 µm-teknik, som skulle användas i Pentium 4. 
Tualatin släpptes 2001 och tidiga 2002 och kom i sex utföranden; 1.0, 1.13, 1.2, 1.26, 1.33 och 1.4 GHz. Tualatin använde sig också av tekniken integrerad värmespridare (Integrated Heat Spreader (IHS)).